# Françoise Quiblier-Bertal
Pour les articles homonymes, voir Quiblier et Bertal.
Françoise Quiblier-Bertal, née le 27 août 1953 à Paris, est une ancienne joueuse française de basket-ball, qui a connu l’épopée européenne des demoiselles de Clermont. Elle épouse Paul Bertal, ancien joueur de basket du RCF et du PUC. Ses deux filles Géraldine et Élodie sont toutes les deux des joueuses de l’élite.

## Carte d'identité
- Internationale : France A (134 sélections entre 1970 et 1978, 807 points) 
  - Première sélection : 13 avril 1970 à Villiers-sur-Marne (France) contre la Grande-Bretagne
  - Dernière sélection : 30 mai 1978 à Poznań (Pologne) contre la République tchèque

## Carrière
- 1970 - 1977 :  Clermont UC
- 1977 - 1983 :  Asnières Sports
- 1984 - 1986 :  Union Stade français - Versailles
- 1986 - 1990 :   Rambouillet sports

## Palmarès
Sélection nationale
Club
- Championne de France : 1972, 1973, 1974, 1975, 1976, 1977, 1982

sélection en équipe d'Europe en 1978 à Poznań (Pologne)
Distinctions personnelles
- Médaille d'or FFBB : 1997

Élue MVP meilleure joueuse Française saison 1981/1982 et 1982/1983
Médaillée Jeunesse et sport argent et bronze

## Sources et références
- Basket Magazine, du groupe L'Equipe, n°37 de février 1975 : reportage de trois pages P.C.C. de Dominique Grimault, titré Françoise Quiblier ou le roman d'une basketteuse, adorné de deux photos en noir et blanc.